# José Jobim
José Pinheiro Jobim (Ibitinga, 02 de agosto de 1909 – Rio de Janeiro,  24 de março de 1979) foi um economista e diplomata brasileiro, morto político da ditadura militar brasileira.

## Biografia

### Vida Pessoal
Nascido em Ibitinga, no interior de São Paulo, José Pinheiro Jobim era filho de Francisco Antenor Jobim (1867-1923), gaúcho de São Gabriel e juiz de Direito em São Paulo, e de Joaquina Pinheiro Jobim, paulista de Lençóis Paulista. 
Era bisneto do tenente português José Martins da Cruz Jobim (1758-1819), natural de Jovim e patriarca da família Jobim no Brasil. Seu avô materno, o capitão Manoel Gomes Pinheiro Machado (1835-1895), foi tio paterno do senador José Gomes Pinheiro Machado (1851-1915), figura exponencial na política brasileira.
José e seus vários irmãos ficaram órfãos ainda jovens, passando dificuldades financeiras. Ele e seu irmão mais velho Danton Jobim foram acolhidos e criados por Belmiro de Lima Valverde, médico e militante integralista. Danton foi presidente do jornal oposicionista “Última Hora” quando seu criador, Samuel Wainer, foi exilado pela ditadura e, em 1970, foi eleito senador pelo MDB, partido de oposição ao regime, no então estado da Guanabara.
A irmã mais velha de José Jobim foi a indumentarista Sophia Jobim.
Completou o curso secundário no antigo Serviço de Assistência ao Menor (SAM) no Rio de Janeiro, então Distrito Federal. Diplomou-se pela Escola Superior de Guerra.
Em 1944, José Jobim casou-se com Lígia Collor Jobim, filha de Lindolfo Collor, primeiro Ministro do Trabalho brasileiro e irmã de Leda Collor, mãe de Fernando Collor. Juntos eles tiveram dois filhos: o historiador Leopoldo José Collor Jobim (1945-1989) e a jornalista e advogada Lygia Maria Collor Jobim.

### Carreira
Trabalhou primeiramente como jornalista, tendo sido revisor e redator de "A Manhã", do Rio de Janeiro, e redator do "Diário de Notícias" de Porto Alegre. Contratado pela Agência Meridional dos Diários Associados, foi redator de "O Jornal" e seu enviado especial à Europa. Entre 1930 e 1936 viajou também à URSS, Ásia e África.
Iniciou sua carreira diplomática em 1938, atuando como cônsul de terceira classe, no mesmo ano foi designado vice-cônsul em Yokohama, no Japão. Entre 1938 e 1941, de volta ao Brasil, serviu na Secretaria do Comércio Exterior. Em 1941 foi transferido para Nova Iorque, ainda no posto de vice-cônsul. Promovido a cônsul de segunda classe em 1942, permaneceria em Nova Iorque até 1943 como cônsul adjunto.
Em 1943 seguiu para a Argélia, encarregado de instalar o consulado brasileiro na então colônia francesa, e em 1944 tornou-se membro do Conselho Federal de Comércio Exterior. Promovido a primeiro-secretário em 1951, exerceu o cargo nas representações brasileiras na Argentina, em 1952, e no Uruguai, de 1952 a 1953.
Ascendeu a ministro de segunda classe em 1954 e nesse ano foi nomeado consultor da Comissão Mista Brasil-Argentina. De 1955 a 1956 atuou como ministro plenipotenciário na Finlândia, e entre 1958 e 1959 foi ministro conselheiro e encarregado de negócios em Assunção e chefe da seção brasileira da Comissão Mista Brasil-Paraguai.
No Governo João Goulart, participou de negociações com a URSS, para que financiassem a futura Usina Hidrelétrica de Itaipu. Em 1964 foi ao Paraguai como representante do Itamaraty e preparou um relatório para ser apresentado a Jango. Com a queda do regime, o relatório foi entregue ao general Ernesto Geisel, que era Secretário Executivo do Conselho de Segurança Nacional. Em 1966, Jobim estava presente quando os chanceleres do Brasil e do Paraguai assinaram a “Ata de Iguaçu”, que daria origem à usina binacional de Itaipu.
Desde sua promoção a ministro de primeira classe, em 1959, ocupou o posto de embaixador do Brasil no Equador, de 1959 a 1962, na Colômbia e na Jamaica cumulativamente, de 1965 a 1966, na Argélia, de 1966 a 1968, e no Vaticano e Malta, de 1968 a 1973. Ao se aposentar do Itamaraty, em 1975, estava à frente da representação brasileira no Marrocos, onde chegara em 1973.
Fundou com seus filhos a Editora Brasília Rio.

### Morte
Em 15 de março de 1979, o embaixador, já aposentado, foi à Brasília, onde tomou posse o ditador João Batista Figueiredo e, com ele, o chanceler Ramiro Saraiva Guerreiro, amigo de José Jobim. Durante a cerimônia, Jobim comentou com alguns amigos que estava escrevendo um livro de suas memórias, inclusive detalhes sobre o superfaturamento do governo na construção da Usina Hidrelétrica de Itaipu, que custou dez vezes o valor orçado, totalizando cerca de US$ 30 bilhões.
Jobim conhecia sobre o projeto da Usina de Itaipu, e tinha acesso a importantes documentos, desde quando foi ministro-conselheiro da Embaixada do Brasil no Paraguai, em 1958; por várias ocasiões foi convocado para negociações diplomáticas com o país vizinho, e esteve na assinatura registro seminal para o Tratado de Itaipu e a construção daquela que, anos mais tarde, viria a ser a maior usina hidrelétrica do planeta de então.
Uma semana depois, no dia 22 de março, Jobim já estava de volta ao Rio de Janeiro e, logo depois do almoço, saiu de sua casa para encontrar um amigo. Seu corpo foi encontrado por um gari dois dias depois do sequestro, a menos de 1 quilômetro da Ponte da Joatinga. Ele estava pendurado pelo pescoço em uma corda de náilon em um galho de uma árvore pequena. Assim como as do jornalista Vladimir Herzog, seus pés, com as pernas curvadas, tocavam o chão, levantando suspeitas sobre a hipótese de suicídio. 
Na manhã seguinte, a dona de uma farmácia na Barra da Tijuca ligou para a família de Jobim e informou que ele havia lhe entregado um bilhete meia hora antes. O diplomata contava que fora sequestrado em seu próprio carro e que seria levado para “logo depois da Ponte da Joatinga”. De acordo com o relatório da Comissão Nacional da Verdade, a viúva de Jobim relatou que o delegado titular da 9ª DP, Hélio Guaíba, esteve na casa da família e soube do telefonema, mas não tomou providências.
Segundo sua filha, Lygia, a vasta documentação em que ele basearia suas denúncias desapareceu misteriosamente da casa de sua mãe. Os familiares relatam ter ouvido de médicos e policiais que Jobim não havia sido enforcado, e sim agredido, torturado e assassinado. Entre eles estava o delegado Rui Dourado, que, segundo Lygia, concluiu que houve suicídio sem sequer abrir inquérito para investigar o caso. Em 1979, a certidão de óbito foi registrada com causa de morte indefinida. Seis anos depois, a promotora Telma Musse reconheceu que houve homicídio, mas considerou o caso insolúvel e pediu o arquivamento.
Em 11 de dezembro de 2017, foi publicada pela Comissão Especial sobre Mortos e Desaparecidos Políticos (CEMDP) a Resolução n° 2, que estabelece os procedimentos para retificação dos atestados de óbito das pessoas reconhecidas como mortas ou desaparecidas políticas, que criou a Comissão Nacional da Verdade (CNV). No mesmo ano, sua filha Lygia Maria Collor Jobim, entrou com um pedido junto à CEMDP solicitando a retificação da certidão de óbito de seu pai, cuja causa da morte constava como indefinida.
No ano seguinte, em 2018, o Estado brasileiro reconheceu, por meio da Comissão Especial sobre Mortos e Desaparecidos Políticos, que José Jobim foi sequestrado, torturado e morto pela ditadura militar aos 69 anos. Sua certidão de óbito foi então corrigida, constando sua verdadeira causa de morte:  

"O falecimento ocorreu no dia 24 de março de 1979, na Cidade do Rio de Janeiro - RJ, em razão de morte não natural, violenta, causada pelo Estado brasileiro, no contexto da perseguição sistemática e generalizada à população identificada como opositora política ao regime ditatorial de 1964 a 1985." Certidão de Óbito Retificada
"Quando soube que a certidão estava pronta, minha sensação foi de grande aproximação com meu pai. Uma certidão de óbito é um documento pessoal e intransferível e eu senti que estava entregando a ele uma coisa que lhe pertencia por direito", emocionou-se, lembrando de outra vitória durante o processo: a publicação do relatório da Comissão da Verdade, em 2014. "Ali eu senti que estava entregando aos meus filhos a biografia do avô deles".
E complementou: 
"O país tem que conhecer o que aconteceu no passado para que isso não continue acontecendo no presente. Ainda vemos desaparecidos, assassinados, torturados, pelo mesmo Estado. Isso tem que parar. O que me deu forças para não desistir, muito mais do que um dever para com a minha família, foi o que meus pais me ensinaram: que, antes de mais nada, temos um dever para com o país", disse Lygia.

## Homenagens
Em 2021, três anos após o reconhecimento de seu assassinato pela ditadura militar brasileira, os formandos do Instituto Rio Branco escolheram José Jobim como patrono de sua turma.
Em 2022, foi publicado o podcast narrativo Cálice, detalhando a trajetória de José Jobim, incluindo entrevistas com sua filha Lygia Maria, produzido pela Atabaque Produções, com narração e direção de Orlando Calheiros.

## Livros
- JOBIM, José (1943). Brazil in The Making (em inglês). Nova Iorque: The MacMillan Company
- JOBIM, José (1941). História das indústrias no Brasil. Rio de Janeiro: José Olympio
- JOBIM, José (1941). The mineral wealth of Brazil (em inglês). Rio de Janeiro: José Olympio
- JOBIM, José (1939). O Brasil na economia mundial. Rio de Janeiro: Centro de Estudos Econômicos
- JOBIM, José; BOPP, Raul (1938). Sol & banana. Yokohama: Museu Comercial do Brasil
- JOBIM, José; BOPP, Raul (1938). Geografia mineral. Yokohama: Museu Comercial do Brasil
- JOBIM, José (1934). A verdade sobre Salazar. Rio de Janeiro: Calvino Filho
- JOBIM, José (1934). Hitler e seus comediantes. Rio de Janeiro: Cruzeiro do Sul